# Славенщина
Славе́нщина — село в Україні, в Народицькій селищній територіальній громаді Коростенського району Житомирської області. Населення становить 119 осіб.

## Історія
Колишня назва Славинщина.
У 1906 році село Христинівської волості Овруцького повіту Волинської губернії. Відстань від повітового міста 27 верст, від волості 5. Дворів 40, мешканців 314.
З початку березня 2022 року село було окуповане російськими військами й звільнено у березні того ж року.